# Славянские апокрифы
Славянские апо́крифы — совокупность сочинений апокрифического характера на старославянском и церковнославянском языках. В пределах апокрифических произведений выделяются различные жанры, такие как поэзия, проза, послания, молитвы, заговоры, диалоги. Неканоническое христианство, которое проповедуют подобные произведения, оказало влияние на течение богомильства. Дополнения из апокрифических памятников включались в Палеи.
Списки запрещённых книг единодушны в своём отношении к апокрифам, как к ложным писаниям, которыми еретики вводят в заблуждение простой народ. Но, как указывает Д. Петканова, на практике запрет никогда не мог полностью соблюдаться, потому что такие сборники не столько переписывались, сколько достигали каждого отдалённого монастыря и каждого писца. Многие переводчики, привлечённые библейской тематикой произведения, даже не подозревали, что сделанные ими расшифровки запрещены. Некоторые апокрифы не содержат ничего антицерковного (например, Протоевангелие Иакова), поэтому церковь относилась к ним снисходительно. Нередки случаи, когда даже в самой церкви, на фресках и в гравюре на дереве встречаются апокрифические мотивы.
Помимо основных списков, апокрифы часто копировались и собирались (сшивались) в специальные книги, апокрифические коллекции, такие как Сборник попа Драголя (XIII века), найденное в деревне Враки близ Шкодера. В 1219 году святой Савва внёс канонические книги в Законоправило (вид кормчей книги), чтобы предотвратить распространение апокрифических рукописей.

## Происхождение
Оригинальная греческая апокрифическая литература пришла к славянам на Балканы из Византии; в то время двумя важнейшими центрами славянской грамотности были Охрид и Преслав, где создавались церковная, политическая, философская, историческая литература, а также поэзия и словесность. Например, один только Климент Македонский за семь лет обучил около 3,5 тысячи учеников. Климент Охридский также один из первых славянских писателей, использовавших сюжеты из апокрифической литературы. В своём сочинении об Иоанне Крестителе он использует описания, которых нет в канонических книгах, а только в Протоевангелии от Иакова.
Апокрифическая литература занимала очень важное место почти с самого начала славянской письменности, однако позже начинают появляться оригинальные апокрифические сюжеты. Расцветом апокрифической литературы считается конец IX и начало X века. В собрании императора Симеона, составленном в начале X века, имеется указатель канонических и апокрифических книг, в котором насчитывается около 25 наименований апокрифов. В течение следующих нескольких столетий количество апокрифических произведений неуклонно увеличивалось, а общее количество славянских апокрифов оценивается примерно в 120 наименований.
Помимо кириллических, существуют ещё и старославянские апокрифы, написанные глаголицей. Они были созданы во время крещения славян, и наиболее известными являются «Книга Еноха» и «Житие Адама и Евы».

## Известные славянские апокрифы
Наиболее известны в средневековой сербской и славянской литературе следующие апокрифические сочинения:
Апокалиптические книги
- Вторая книга Еноха (датируется II веком до нашей эры; здесь переведена более молодая версия I века с христианскими дополнениями, известная как славянский Енох)
- Книга Варуха  (II век; перевод с греческого)
- Откровение Авраама (I век; разговор о душах между Авраамом и архангелом Михаилом, один из которых отправляется в рай, а другой в ад; позже вошёл в состав Толковой палеи)

Житийные апокрифы
- Книга Адама и Евы (середина I века; повествует о жизни Адама и Евы в раю; известны славянская и латинская версии)
- Мученичество Иеремии (пересказ Плача Иеремии с христианскими дополнениями и вставками)
- Вознесение Исайи (от 3 века до н.э.; перевод с греческого; описывает будущее рождение и страдания Христа)

Новозаветные апокрифы

- Протоевангелие Иакова (от II века; перевод с греческого)
- Евангелие детства от Фомы (описывает детство и юность Иисуса)
- Евангелие от Никодима
- Легенда об Абгаре (от 3 века; о деяниях  эдесского царя Абгара V)
- Хождение апостола Павла по мукам
- Хождение Богородицы по мукам
- Слова о Крестном древе

## Богомильские сочинения
Богомилы оказали значительное влияние на переводныю литературу средневековья. Они переводили и изучали библейские книги, особенно редакции Евангелия, которые многие из богомилов знали наизусть. Кроме того они переводили на старославянский язык апокрифические библейские книги, которые пользовались наибольшим уважением в X, XI и XII веках. Василий Богомил, богомильский старец, говорил, что у него имеется оригинальный текст Священного Писания, который не редактировал Иоанн Златоуст. Богомильские сочинения распространялись вплоть до Англии и севера России.
Когда государство Стефана Немани начало гонения на богомилов в Рашке, не пощадили и их рукописные книги, которые были признаны ересью и сжигались. Однако сербским богомилам удалось сохранить некоторые расшифровки Нового Завета. Ряд исследователей находят влияние Богомильства в миниатюрах Мирославова Евангелия. Князь Мирослав Хумский, переписчик Евангелия, был женат на сестре бана Кулина.
В 2000 году был найден письменный памятник, получивший название Новгородский кодекс, в числе прочего содержащий тексты апокрифических писаний, переводов и оригинальных славянских произведений, свидетельствующих о присутствии богомильства или подобных ему дуалистических учений в Новгороде на рубеже Х и XI веков.

### Тайная книга
Из богумильской литературы сохранилась только «Тайная книга», известная также как «Допрос Иоанна» (Interrogatio Iohannis), написанная в XI или начале XII века. Список сохранился в двух латинских версиях, одна из которых находится в архиве инквизиции в Каркассоне (Франция), а другая — в Вене. Считается, что эти версии не являются оригинальными, а представляют собой перевод со славянского источника. «Тайная книга» впервые упоминается итальянцем Райнером Сакони, который говорит, что её перевезли около 1190 года из Болгарии и передали для перевода Назари, епископу катарского муниципалитета в Конкорце (недалеко от Милана). Считается, что ещё один латинский перевод, хранящийся в Национальной библиотеке в Вене, произошёл от боснийско-славянской рукописи, так как в тексте упоминается Босния. Исследования показывают, что произведение основано на текстах нескольких более ранних апокрифов: Апокрифического Апокалипсиса Иоанна Богослова, Откровения Варуха, Сказания о крестильном древе и Книги Еноха.

## Авторы
Большинство авторов апокрифов являлись священнослужителями, то есть были более грамотными и хорошо знакомы как с каноническими церковными книгами так и различными апокрифическими сочинениями, которые часто переписывались и переводились.

### Поп Богомил
В индексе запрещённых книг, сохранившемся в российских трудах XVI века, Поп Богомил указан как автор еретических книг в Болгарии вместе с другими писателями. В другом индексе, составленном русским митрополитом Зосимом (1490—1494), поп-Богомил упоминается как учитель поп Иеремии, также автор апокрифов.

### Поп Иеремия
Поп Иеремия был священником, мыслителем и писателем, жившим в Болгарии в конце 10-го века. Известен тем, что перевёл многие греческие апокрифические тексты на старославянский язык. Он является автором многих неканонических христианских текстов, из которых сохранились «Сказка о крестном дереве» (серб. Прича о крсном дрвету) и «Молитва против лихорадки» (серб. Молитва против грознице). Некоторые исследователи считают его учеником попа Богумила или отождествляют его с самим Богумилом, в то время как другие доказывают, что в писаниях Иеремии отсутствуют черты богомильского учения.

### Поп Драголь
Один из самых известных сербоязычных религиозных писателей своего времени, пресвитер Василий, в монашестве более известный как поп Драголь (серб. многогрешни презвитер, јеретик и богумил, назван поп Драгољ, „многогрешный пресвитер, еретик и богумил, называемый поп Драголь“), оставил после себя целый сборник апокрифических книг.

## В Древней Руси
На территорию Древней Руси переводные апокрифы стали попадать почти сразу после крещения, в основном через византийское или южнославянское посредство и были восприняты как развернутые сюжетные комментарии к библейским текстам (независимо от их богословско-догматического толкования).
Вскоре после своего появления на Руси, уже в XI — начале XII века, первые переводы византийских авторов получили столь широкое распространение, что сначала переписываются переводные, а затем возникают и оригинальные апокрифические сюжеты, и уже составляются собственно древнерусские специальные запретительные списки «отрече́нных книг» и «книг истинных». Содержание таких «индексов» постоянно обновлялось, но все равно апокрифы читались и переписывались, о чём свидетельствует фраза монаха Кирилло-Белозерского моныстыря старца Ефросина, написанная им на полях одно из рукописных сборников апокрифических сочинений «Этого в собрании не читай, многим не показывай…» (в переводе на современный русский язык).
Осознание «отреченности» апокрифической литературы (оригинальной и переводной) происходит только ближе к XV веку, и то на Руси известны случаи, когда вносившийся в «индекс отреченных книг» апокриф впоследствии изымался из него и включался во вполне канонические сборники и наоборот. Например, древнерусское «Сказание Афродитиана о чуде, бывшем в Персидской земле», рассказ о гибели языческих богов-кумиров при известии о рождении нового христианского Бога, до XVI века считалось вполне каноническим, вносилось в Минеи, сборники житийных текстов, но Максим Грек назвал его «лживым писанием», и оно стало включаться в запретительные «индексы». А составленное из отдельных апокрифических мотивов и основанное на двух апокрифических переводных сочинениях «Слово о воскресении Лазаря» не только никогда не вносилось в число запретных произведений, но и переписывалось в сборниках вместе с богослужебными текстами и сочинениями отцов церкви, приуроченными к шестой, Лазоревой субботе Великого поста.
Филолог М. В. Рождественская обращает внимание на отличительные черты апокрифических сочинений, бытовавших в Древней руси, прежде всего на присущую им ярко выраженную сюжетность. Позже из таких сочинений сшиваются компиляции — многолистные рукописные сборники — называвшиеся греческим словом «Палея». В них читатель сталкивается не просто с дидактическим, но с сюжетным повествованием. По жанрам Палеи делились на Толковую, Историческую и Хронографическую; именно из Толковой Палеи древнерусский книжник черпал сведения о событиях, рассказанных в Ветхом Завете, ведь первый полный славянский перевод Библии был сделал только в 1499 году при архиепископе Генадии в Новгороде (знаменитая Генадиевская библия). До этого года на Руси существовал перевод только Нового Завета.

Распространение апокрифов в древнерусской книжности говорит о том, что канонической книжной традиции для усвоения основ христианской веры было недостаточно. Помимо умозрительного хотелось эмоционального переживания. И апокрифы предоставляли эту возможность. Иконография некоторых сюжетов древнерусской живописи, таких как «Рождество Христово», «Успение Богородицы», «Воскресение — Сошествие во ад», изображение Страшного суда, часто основывались на апокрифических текстах, свободно используемых древнерусскими иконописцами.— М. В. Рождественская